# Serguei Kornilaiev
Serguei Kornilaiev   (Txuvaix-Kubovo, 20 de febrer de 1955) és un lluitador rus, ja retirat, especialista en lluita lliure, que va competir sota bandera de la Unió Soviètica, durant les dècades de 1970 i 1980.
El 1980 va prendre part en els Jocs Olímpics d'Estiu de Moscou, on guanyà la medalla de bronze en la competició del pes mini mosca del programa lluita lliure. El boicot soviètic als Jocs de Los Angeles impedí la disputa d'uns segons Jocs.
En el seu palmarès també destaquen quatre medalles d'or Campionat del Món, el 1978, 1979, 1981 i 1982, així com dues medalles al Campionat d'Europa, d'or el 1985 i de plata el 1977. A nivell nacional guanyà cinc títols soviètics (1977-79, 1981-82).
Una vegada retirat va exercir d'entrenador.